# هدر استنینگ
هدر استنینگ (انگلیسی: Heather Stanning؛ زادهٔ ۲۶ ژانویهٔ ۱۹۸۵) قایقران روئینگ اهل بریتانیا است.
وی در مسابقات کشوری و بین‌المللی در مجموع برندهٔ ۱۷ مدال طلا، ۲ مدال نقره شده‌است.